# Estación Arribeños
Arribeños es una estación ferroviaria ubicada en la localidad del mismo nombre, partido de Partido de General Arenales, Provincia de Buenos Aires, Argentina.

## Servicios
Actualmente, presta únicamente servicios de transporte de cargas.

## Historia
En el año 1902 fue inaugurada la Estación, por parte del Ferrocarril Buenos Aires al Pacífico, en el ramal a Estación Santa Isabel.